# Kitayama
Kitayama (北山村?) è un villaggio giapponese della prefettura di Wakayama.